# Lammitjärnen
Lammitjärnen är en sjö i Ljusnarsbergs kommun i Västmanland och ingår i Norrströms huvudavrinningsområde. Sjön är 14 meter djup, har en yta på 0,314 kvadratkilometer och är belägen 288,4 meter över havet.

## Delavrinningsområde
Lammitjärnen ingår i det delavrinningsområde (666246-144510) som SMHI kallar för Inloppet i Norra Hörken. Medelhöjden är 332 meter över havet och ytan är 19,25 kvadratkilometer. Det finns inga avrinningsområden uppströms utan avrinningsområdet är högsta punkten. Arbogaån som avvattnar avrinningsområdet har biflödesordning 2, vilket innebär att vattnet flödar genom totalt 2 vattendrag innan det når havet efter 290 kilometer. Avrinningsområdet består mestadels av skog (83 procent). Avrinningsområdet har 0,61 kvadratkilometer vattenytor vilket ger det en sjöprocent på 3,2 procent.

## Finngården Rikkenstorp
Vid Lammitjärnens norra strand ligger Rikkenstorp, som en finngård från 1600-talets början belägen cirka 12 kilometer väster om Grängesberg i nordligaste delen av Örebro län. Här finns ett välbevarat odlingslandskap och några äldre byggnader, som uppfördes av skogsfinnar, bland annat ett pörte. Rikkenstorp utgör idag en värdefull representant för den skogsfinska bosättnings- och landskapshistoriska traditionen i Sverige. Finngården Rikkenstorp är en del av Ekomuseum Bergslagen. Själva gården är privatägd men ett Finnmarksmuseum och stigarna runt gården är öppna för allmänheten.